# 核原料

軽水炉における^{238}Puから ^{245}Cmへの核種変換フロー。核種変換の速度は核種に大きく依存し、存在比は核変換と崩壊の比によって決まる。炉心から核燃料を取り出すと ^{238}Pu, ^{241}Pu, ^{242-244}Cmなど短寿命の同位体の崩壊が支配的になり^{245-248}Cmなど長寿命の同位体が残る。赤字は核分裂を起こす確率、青字は中性子を捕獲する確率。赤紫はα崩壊、緑はβ崩壊または電子捕獲（EC)の確率を示す。

核原料または核原料物質、親物質（Fertile material）とは、それ自身は熱中性子による核分裂反応を起こさないが、中性子捕獲および核変換により核分裂性物質に変化することができる物質である。

## 天然の核原料物質
天然に存在する核原料物質には以下のものがある（原子炉における中性子照射も含む）。
- トリウム232 ・・・ ウラン233
- ウラン234 ・・・ ウラン235
- ウラン238 ・・・ プルトニウム239

原子炉内で生成される人工同位元素が単一の中性子捕獲により核分裂性物質となる場合
- プルトニウム238 ・・・ プルトニウム239
- プルトニウム240 ・・・ プルトニウム241

その他、アクチノイドには中性子を1つ捕獲した後、崩壊したり核分裂する前にさらに別の中性子を捕獲して別の核分裂性物質に変わるものがある。
- プルトニウム242 → アメリシウム243 → キュリウム244 → キュリウム245
- ウラン236 → ネプツニウム237 → プルトニウム238 → プルトニウム239
- アメリシウム241 → キュリウム242 → キュリウム243（キュリウム242がプルトニウム238に崩壊し、さらに中性子捕獲してプルトニウム239となる場合もある）

これらのケースでは核分裂に至るまでに3～4個の熱中性子が必要である。一方で核分裂により生じる熱中性子は2～3個であるため、これらの核種が生成されると熱中性子の総数は減少していく（連鎖反応が収束してしまう）。 高速炉では核分裂に必要な熱中性子が少なく、より多くの中性子が生成される。

## 核原料物質からの核分裂性物質生成
高速中性子炉では減速材がないか少ないため、高速中性子が利用できる。このため、核原料物質を炉心周囲のブランケットに用いたり、特別な燃料棒として利用することによって、増殖炉として構成することができる。プルトニウム238、 プルトニウム240およびプルトニウム242は熱中性子炉では燃えにくいため蓄積すると問題になるが、高速中性子炉では問題になりにくい。熱中性子を用いた増殖炉はトリウム燃料サイクルに限り実現可能である。これは、ウラン233の方がプルトニウム239よりも熱中性子による核分裂が確実に起きるためである。

## 用途
核原料物質を用いて、宇宙空間における宇宙機用原子力推進燃料を生産することが提案されている。地球-月系のL1点に核燃料生産施設を設置し、地球からは大気中で安全な核原料物質を打ち上げることにより、核分裂性物質を地上から打ち上げる安全上のリスクを排除しながら、大量の核燃料を得ることができる。